# 库里洛沃农村居民点
库里洛沃农村居民点（俄语：Куриловское сельское поселение）是俄罗斯联邦弗拉基米尔州索宾卡区所属的一个农村居民点。其下辖有27个居民点，行政中心为库里洛沃。据2016年统计，该农村居民点的人口为1662人。